# 美仁社区
美仁社区（びじんしゃく）は、福建省廈門市思明区開元街道の社区。面積は0.168 km。2022年3月までの戸籍人口は15241人。

## 地理
廈門市思明区開元街道の北西部に位置している。東は白鷺洲路から西は斗西路まで、南は廈禾路、北は禾祥西路に挟まれる区域である。

## 交通

### 道路
- 域内には豆尾仔路、美頭山路などの地域風土を表した特色ある道路名がいくつかある。

## 施設

### 教育
- 湖浜小学

### 高層ビル
- 冠成大廈

### 住民団地
- 美仁新村、美仁宮